# 기성관
기성관(杞城館)은 대전광역시 유성구 원내동에 있는 조선시대의 건축물이다. 1992년 7월 22일 대전광역시의 문화재자료 제29호로 지정되었다.

## 개요
조선시대 진잠현의 관리들이 업무를 처리하던 건물이다.
기성관 이외에도 궐패(闕牌)와 전패(殿牌)를 모셔 놓고 초하루와 보름에 궁궐을 향해 절을 올리던 객사와 관리의 살림집인 내아, 지방관이 행정업무를 처리하던 동헌, 무기를 보관하던 무기고 등 많은 건물이 있었다고 한다．처음에는 교촌동에 있었으나 1934년경 지금 있는 자리로　옮겨서 다시 지었다고 한다.
앞면 4칸·옆면 2칸 규모로 이루어져 있으며, 지붕은 옆면에서 볼 때 여덟 팔(八)자 모양인 팔작지붕이다. 지붕 처마를 받치기 위해 장식하여 만든 공포는 간결하게 짜 놓았다.
기성관은 대전지방에서 조선시대 관아 건축의 모습을 살펴볼 수 있는 자료로 중요하다.

## 참고 자료
- 기성관 - 국가유산청 국가유산포털